# Heinz-Jürgen Voß (Sozialwissenschaftler)
Heinz-Jürgen Voß (* 17. Dezember 1979 in Ilmenau) ist ein deutscher Sexualwissenschaftler, Sozialwissenschaftler und Biologe. Er hat an der Hochschule Merseburg die Professur für Sexualwissenschaft und sexuelle Bildung inne. Seine Tätigkeitsbereiche sind Prävention von sexualisierter Gewalt, Förderung geschlechtlicher und sexueller Selbstbestimmung, geschlechtliche und sexuelle Vielfalt, Queer Theory, Intersektionalität sowie biologisch-medizinische Geschlechtertheorien.

## Leben
Voß ist ein Sohn des Mathematikers Heinz-Jürgen Voß und der Mathematikerin und Wissenschaftshistorikerin Waltraud Voss. Geboren in Ilmenau wuchs Voß in Dresden auf und besuchte das Gymnasium Dresden-Cotta. In den Jahren 1998 bis 2004 absolvierte er ein Studium der Biologie mit dem Abschluss Diplom zunächst an der TU Dresden (Vordiplom), anschließend an der Universität Leipzig (Diplom). Im Anschluss folgte ab 2005 seine interdisziplinäre Promotion am Promotionsausschuss Doktor der Philosophie an der Universität Bremen. 2010 schloss Voß die Dissertation Geschlechterdekonstruktion aus biologisch-medizinischer Perspektive ab. Sie wurde als Buch unter dem Titel Making Sex Revisited: Dekonstruktion des Geschlechts aus biologisch-medizinischer Perspektive veröffentlicht. Seit dem Jahr 2007 ist Voß als Lehrbeauftragter an verschiedenen Universitäten auf den Themenfeldern seiner akademischen Ausbildung tätig. Von 2011 bis 2012 arbeitete er als wissenschaftlicher Mitarbeiter am Institut für Geschichte und Ethik der Medizin der Medizinischen Fakultät an der Martin-Luther-Universität Halle-Wittenberg, anschließend als freier Mitarbeiter im Forschungsprojekt Sexualität und Gender als Begriffskulturen in der Biologie an der Europa-Universität Viadrina. 2014 berief ihn die Hochschule Merseburg auf die Professur für Sexualwissenschaft und sexuelle Bildung. Seit 2021 war er dort am Fachbereich Soziale Arbeit. Medien. Kultur Studiendekan, 2022 wurde er vom Senat der Hochschule zum Prorektor für Studium und Lehre gewählt.

## Werk
Voß hat Bücher und zahlreiche Aufsätze veröffentlicht, die sich insbesondere mit Geschlecht und Sexualität befassen. Seine Hauptgedanken entwickelte er in zwei Schriften: In Making Sex Revisited (2010) setzt er sich mit Geschlechtertheorien und Geschlechterkonstruktionen in Biologie und Medizin von der Antike bis zur Gegenwart auseinander. Geschlecht. Wider die Natürlichkeit (2011) ist eine Einführung in die Geschlechterforschung. Beide Bücher wurden vielfach rezensiert. Dabei steht im Mittelpunkt des Interesses seine Dekonstruktion der scheinbar eindeutigen Bestimmung des Geschlechts durch Gene und Chromosomen.
In einem Interview mit der Zeitschrift Chrismon sagte Voß, dass die Spezies Homo sapiens nicht aus zwei sich ergänzenden Geschlechtern bestehe, sondern dass „unzählige“ Geschlechter existierten. Auf die Frage nach dem neuesten Stand der Forschung antwortete er: „Bis in die 1920er Jahre sprach man von Geschlechtervielfalt. Mit den Nazis kam die Theorie einer weitgehend klaren biologischen Zweiteilung, die auch immer noch im Biologiestudium vermittelt wird, obwohl die aktuelle Forschung längst weiter ist. Solche einfachen Thesen machten mich stutzig, und ich erkannte, dass die vermeintlich natürliche Zweiteilung viel Leid mit sich bringt.“ Auch nach 1945 hätten NS-Forscher die Wissenschaft geprägt. Die wissenschaftliche Aufarbeitung habe erst begonnen. Voß knüpft damit an die Arbeiten der Wissenschaftshistorikerin Helga Satzinger sowie der Biologin und Geschlechterforscherin Anne Fausto-Sterling an. In seinem Band Intersexualität – Intersex kommentiert er die Stellungnahme des Deutschen Ethikrats von 2012 zur Situation intersexueller Menschen in Deutschland kritisch. Er bemängelt vor allem, dass der Ethikrat an der Bezeichnung von Intersex als Krankheit festhält und das „zentrale Anliegen der Intersex-Aktivisten_innen, chirurgische und hormonelle Eingriffe in früher Kindheit zu unterlassen, nicht in seine Empfehlungen aufgenommen“ habe.
Neben den Arbeiten zu Geschlecht und Biologie ist Voß seit dem Jahr 2014 im Themenfeld Sexuelle Bildung und zur Prävention sexualisierter Gewalt präsent. Als Forschungsprofessor und Leiter des Forschungsprojekts „Schutz von Kindern und Jugendlichen vor sexueller Traumatisierung“ wurde er von 2014 bis 2020 vom Bundesministerium für Bildung und Forschung über die Förderlinie Sexualisierte Gewalt in pädagogischen Einrichtungen gefördert. Im Rahmen der Förderlinie ist unter anderem eine Ethik-Erklärung entstanden, sowie ein Curriculum zur Sexuellen Bildung und zur Prävention sexualisierter Gewalt. Voß leitete darüber hinaus das EU-Projekt „TRASE – Training in Sexual Education for People with Disabilities“ und weitere Drittmittel-Projekte an der Hochschule Merseburg. Sein Lehrbuch "Einführung in Sexualpädagogik und Sexuelle Bildung" regt eine professionelle Differenzierung der Begriffe "Sexualpädagogik" und "Sexuelle Bildung" an und schlägt vor, für aktuelle sexualpädagogische Inhalte stärker an jüdische sexualwissenschaftliche Traditionen anzuschließen.
2017 hat Heinz-Jürgen Voß den „Dritten Deutschen Männergesundheitsbericht“ zur Sexualität von Männern mitherausgegeben, 2018 den Ergebnisband der vom Bundesministerium für Bildung und Forschung finanzierten Förderlinie „Sexuelle Gewalt in pädagogischen Kontexten“. Die im Jahr 2020 und 2021 durchgeführten sexualwissenschaftlichen Partner-Studien „Erwachsenensexualität“ und „Jugendsexualität“, u. a. mit Ergebnissen zu Grenzverletzungen und sexualisierter Gewalt, werden von ihm verantwortet. Die Studien werden seit 1972 durchgeführt und wurden von Kurt Starke initiiert.

## Auszeichnung
Die in Buchform erschienene Dissertationsschrift von Voß Making Sex Revisited: Dekonstruktion des Geschlechts aus biologisch medizinischer Perspektive wurde 2011 mit der Übersetzungsförderung Geisteswissenschaften International ausgezeichnet.

## Auseinandersetzung mit Akif Pirinçci
Wegen ihrer sexualpädagogischen Positionen war die Sozialwissenschaftlerin Elisabeth Tuider über soziale Medien diffamierenden Schmähungen und Gewaltandrohungen ausgesetzt, initiiert durch den Autor Akif Pirinçci. Elisabeth Tuider wurde daraufhin unter anderem von Heinz-Jürgen Voß unterstützt, der daraufhin von Akif Pirinçci ebenfalls geschmäht wurde.
Die ehemalige Vorsitzende der Fachgesellschaft Geschlechterstudien, Sabine Hark, sprach in diesem Zusammenhang von einem „deutlichen Qualitätsunterschied gegenüber früheren antifeministischen Angriffen“.
Voß erstattete Strafanzeige gegen Pirinçci und erwirkte auf zivilrechtlichem Weg eine einstweilige Verfügung. Demzufolge darf Pirinçci die vorgebrachten Beleidigungen bei Androhung einer Strafe von 250.000 Euro nicht wiederholen. Wegen Beleidigung erging seitens der Bonner Staatsanwaltschaft im November 2014 ein Strafbefehl über 12.000 Euro gegen Pirinçci, gegen den er Einspruch einlegte. Im Januar 2015 akzeptierte Pirinçci eine Geldstrafe wegen Beleidigung in Höhe von 8.000 Euro.

## Veröffentlichungen

### Monografien
- Beziehungen zwischen somatischen Mutationen im Tumorgewebe und bekannter Keimbahnmutation der Gene BRCA1 und BRCA2 beim hereditären Mammakarzinom. Grin Verlag, München/Ravensburg 2004/2007, ISBN 978-3-638-83821-4.
- Making Sex Revisited. Dekonstruktion des Geschlechts aus biologisch-medizinischer Perspektive. Transcript, Bielefeld 2010, ISBN 978-3-8376-1329-2. OPEN-ACCESS
- Geschlecht. Wider die Natürlichkeit. 3. unveränderte Auflage. Schmetterling Verlag, Stuttgart 2013, ISBN 978-3-89657-663-7.
- Intersexualität – Intersex. Eine Intervention. Unrast, Münster 2012, ISBN 978-3-89771-119-8.
- mit Zülfukar Çetin, Salih Alexander Wolter: Interventionen gegen die deutsche „Beschneidungsdebatte“. Edition Assemblage, Münster 2012, ISBN 978-3-942885-42-3.
- Biologie & Homosexualität. Theorie und Anwendung im gesellschaftlichen Kontext. Unrast, Münster 2013, ISBN 978-3-89771-122-8.
- mit Salih Alexander Wolter: Queer und (Anti-) Kapitalismus. Schmetterling-Verlag, Stuttgart 2013, ISBN 978-3-89657-061-1.
- mit Zülfukar Çetin: Schwule Sichtbarkeit – schwule Identität: Kritische Perspektiven. Psychosozial-Verlag, Gießen 2016, ISBN 978-3-8379-2549-4.
- Die Idee der Homosexualität musikalisieren: Zur Aktualität von Guy Hocquenghem. Psychosozial, Gießen 2018, ISBN 978-3-8379-2783-2.
- mit Michaela Katzer: Geschlechtliche und sexuelle Selbstbestimmung durch Kunst und Medien: Neue Zugänge zur sexuellen Bildung. Psychosozial Verlag, Gießen 2019, ISBN 978-3-8379-2858-7.
- mit Kim Ritter: Being Bi: Bisexualität zwischen Unsichtbarkeit und Chic. Wallstein, Göttingen 2019, ISBN 978-3-8353-3402-1.
- mit Christopher Sweetapple, Salih Alexander Wolter: Intersektionalität. Von der Antidiskriminierung zur befreiten Gesellschaft? Schmetterling Verlag, Stuttgart 2020, ISBN 978-3-89657-167-0.
- Die deutschsprachige Sexualwissenschaft. Bestandsaufnahme und Ausblick. Psychosozial-Verlag, Gießen 2020, ISBN 978-3-8379-3016-0.
- Westberlin – ein sexuelles Porträt. Psychosozial-Verlag, Gießen 2021, ISBN 978-3-8379-3108-2.
- The Intricacy of the Human Sexes. Psychosozial-Verlag, Gießen 2021, ISBN 978-3-8379-7806-3.
- Unabhängige Monitoring-Studie zur Umsetzung der Istanbul-Konvention im Hilfesystem für von Gewalt betroffene Frauen und Mädchen im Land Sachsen-Anhalt. Hochschulverlag Merseburg, Merseburg 2022, ISBN 978-3-948058-38-8.
- mit Konrad Weller, Gustav-Wilhelm Bathke, Anja Kruber: PARTNER 5 – Erwachsene 2020 – Primärbericht: Sexuelle Grenzverletzungen und sexualisierte Gewalt. Hochschulverlag Merseburg, Merseburg 2022, ISBN 978-3-948058-37-1.
- mit Konrad Weller, Gustav-Wilhelm Bathke, Anja Kruber: PARTNER 5 – Jugendliche 2021 – Primärbericht: Sexuelle Bildung, sexuelle Grenzverletzungen und sexualisierte Gewalt. Hochschulverlag Merseburg, Merseburg 2022, ISBN 978-3-948058-48-7. Institut für Angewandte Sexualwissenschaft: Online-Präsentation.
- Einführung in Sexualpädagogik und Sexuelle Bildung: Basisbuch für Studium und Weiterbildung. Kohlhammer Verlag, Stuttgart 2023, ISBN 978-3-17-034717-5.

### Herausgeberschaften
- mit Michaela Katzer: Geschlechtliche, sexuelle und reproduktive Selbstbestimmung: Praxisorientierte Zugänge. Psychosozial-Verlag, Gießen 2016, ISBN 978-3-8379-2546-3.
- mit Martin Wazlawik, Alexandra Retkowski, Anja Henningsen, Arne Dekker: Sexuelle Gewalt in pädagogischen Kontexten: Aktuelle Forschungen und Reflexionen. Springer VS, Wiesbaden 2019, ISBN 978-3-658-18001-0.
- mit Doris Bardehle, Theodor Klotz, Bettina Staudenmeyer und Stiftung Männergesundheit: Dritter deutscher Männergesundheitsbericht: Sexualität von Männern. Psychosozial-Verlag, Gießen 2017, ISBN 978-3-8379-2683-5.
- mit Doris Bardehle, Theodor Klotz, Bettina Staudenmeyer und Stiftung Männergesundheit: Sexuality of Men – 3rd German Men’s Health Report (Condensed version). Psychosozial-Verlag, Gießen 2017, ISBN 978-3-8379-2716-0.
- mit Konrad Weller: Sexualität und Partnerschaft der Deutschen.  Psychosozial-Verlag, Gießen 2023, ISBN 978-3-8379-3194-5.
- mit Harald Stumpe: Grundlagen des Sexocorporel. Ein Modell für die körperorientierte Sexualberatung und Sexuelle Bildung. Psychosozial-Verlag, Gießen 2024, ISBN 978-3-8379-3312-3.

### Aufsätze
- mit Salih Alexander Wolter: Queer and (Anti)Capitalism. In: Christopher Sweetapple, The Queer Intersectional in Contemporary Germany: Essays on Racism, Capitalism and Sexual Politics Psychosozial, Gießen 2018, ISBN 978-3-8379-2840-2. OPEN-ACCESS
  - Englische Ausgabe: Queer und (Anti-) Kapitalismus. Schmetterling-Verlag, Stuttgart 2013, ISBN 978-3-89657-061-1.